# Gabriel Deshayes
Gabriel Deshayes (Beignon, 6 dicembre 1767 – Saint-Laurent-sur-Sèvre, 28 dicembre 1841) è stato un presbitero francese, superiore generale della Compagnia di Maria e delle Figlie della Sapienza (1821-1841), fondatore della congregazione dei Fratelli dell'istruzione cristiana di San Gabriele e delle Suore dell'istruzione cristiana di Saint-Gildas e cofondatore (assieme a Jean-Marie de La Mennais) di quella dei Fratelli dell'istruzione cristiana di Ploërmel.